# Peter Maurin
Peter Maurin (9 de mayo de 1877 - 15 de mayo de 1949) fue un activista católico cofundador del “Movimiento del Trabajador Católico” (Catholic Worker Movement) junto a Dorothy Day en 1933.

## Biografía
Nació en una familia de granjeros pobre en una aldea al sur de Francia,la aldea se llamaba Oultet,  fue el menor de 21 hermanos. Después de pasar un tiempo con los “Christian Brothers”, se trasladó en breve al oeste de Canadá en 1908, para tratar de ser hombre de hogar, pero se vio desalentado por la muerte de su compañera. Luego viajó por el este de América por algunos años, y eventualmente se estableció en Nueva York, donde vivió el resto de su vida.
A mediados de los años 1920, Maurin estuvo trabajando como un tutor de Francés en los suburbios de Nueva York. Fue en esa época en que Maurin dejó de cobrar a sus estudiantes y les pidió que le pagaran lo que ellos consideraban adecuado. Aunque no es sabido a ciencia cierta, se dice que ello se debió a sus lecturas sobre San Francisco de Asís quien veía el trabajo como un regalo para la comunidad, no como un nivel de autopromoción.

## Dorothy Day y el Trabajador Católico
Conoció a Dorothy Day gracias a George Shuster, quien era editor de la revista “Commonweal” para la cual Day había escrito, Shuster los presentó.
Luego juntos comenzaron a publicar el periódico “The Catholic Worker”, en 1933, en el cual mostraban sus puntos de vista principalmente sobre la economía, en una línea parecida a la establecida por G. K. Chesterton y Hilaire Belloc en Inglaterra, la vía alterna económica entre el capitalismo y el socialismo (de Estado), el llamado Distributismo, inspirado en la Encíclica Rerum Novarum del Papa León XIII y en Santo Tomás de Aquino.
Maurin insistía en la importancia de que todo hombre tuviera su casa, no solo los cristianos o católicos, sino todos, decía que todos quienes ya tuvieran una, tenían que tener una “Habitación para Cristo”
G. K. Chesterton decía que la diferencia entre un Católico y un Altruista es que el Altruista le da dinero a las personas que se lo merecen, y el Católico le da dinero a quien no se lo merece, porque sabe que en un principio no merece tampoco el dinero que tiene.
Después de la distribución de un paper que escribió el 1 de mayo de 1933, Maurin empezó a notar que el escrito no fue suficientemente radical. Maurin creía que el “Trabajador Católico” debía vivir su vida en pequeñas comunidades agricultoras, especialmente debido a que “No hay desempleo en trabajar la tierra”

## Últimos días
Luego de un derrame, en 1944, Maurin comenzó a perder su memoria, y su condición se deterioró hasta su muerte en 1949. Se le dio su nombre a una granja del “Trabajador Católico” luego de su muerte, que actualmente opera en Marlborough, Nueva York. 

## Ensayos Simples
Este es uno de los Ensayos Simples de Maurin publicados en el Trabajador Católico
Qué es lo que hace a un Ser Humano
1. El dar y no el tomar

Eso hace a un Ser Humano

2. El servir y no el gobernar

Eso hace a un Ser Humano

3. El ayudar y no el aplastar

Eso hace a un Ser Humano

4. El alimentar y no el devorar

Eso hace a un Ser Humano

5. Y si es necesario

El morir y no el vivir

Eso hace a un Ser Humano

6. Los Ideales y no los acuerdos

Eso hace a un Ser Humano

7. Credo y no avaricia

Eso hace a un Ser Humano

## Enlaces
- DomingoPortales.BlogSpot Biografía y Traducciones de sus "Ensayos Simples"
- Discípulos Revista de teología y ministerio
- Periódico El Trabajador Católico de Houston
- Umbrales Umbrales - Dorothy Day, una mujer "activista" por Cristo

- Datos: Q711957
- Multimedia: Peter Maurin / Q711957